# Патрульные корабли типа «Мантилья»
Патрульные корабли типа «Манти́лья» (исп. Clase Halcón) — серия аргентинских кораблей береговой охраны. Предназначены для выполнения широкого круга задач, включая патрульную службу. Спроектированы и построены в Испании фирмой «Базан» («Халькон II»). Всего в начале 1980-х годов для Аргентины было построено пять кораблей этого типа.

## История строительства
Корабли типа «Халькон» были заказаны в 1979 году испанской фирме «База́н». Построены на верфи компании в Эль-Ферроле с учётом требований аргентинцев в 1981—1983 годах. Изменения касались соответствию способности нести службу в тяжёлых климатических условиях, преобладающих у южного побережья Аргентины — Патагонии. Новый тип получил название по головному кораблю — «Мантилья». Первоначально корабли несли вертолёты Alouette III, предоставленными на время аргентинским флотом. Позже береговой охраной были закуплены вертолёты Helibrás Esquilo (рус. Хелибраз Эскилу).

## Служба

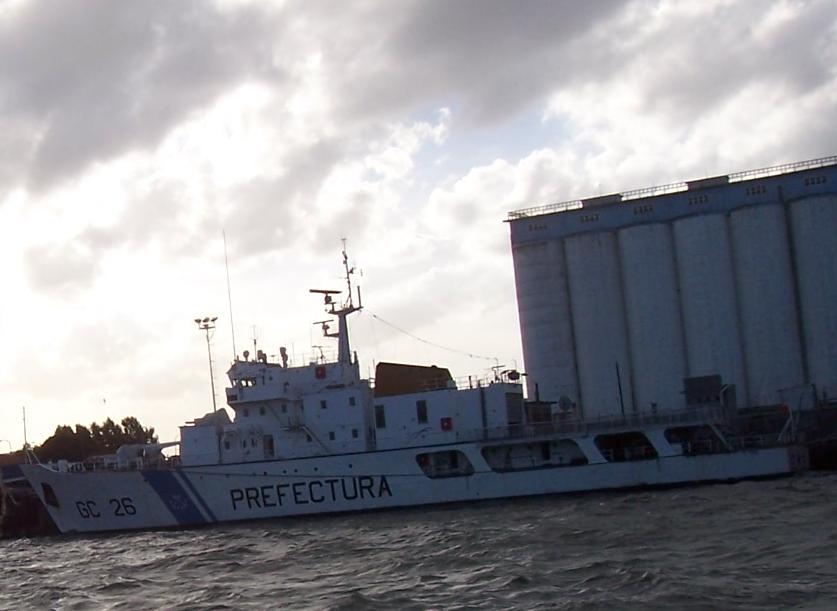
Патрульный корабль «Томпсон»

28 мая 1986 года патрульный корабль «Префекто Дербес» обстрелял тайваньский траулер «Чиан-дер 3». В результате обстрела погибло два рыбака, несколько ранено.
14 июня 2002 года патрульный корабль «Томпсон» трижды обстрелял без предупреждения российское рыболовецкое судно «Одоевск». Аргентинцы утверждают, что россияне ловили кальмаров в экономической зоне этой страны.

## Список кораблей типа
- Источник Conway’s All the World’s Fighting Ships, 1947—1995[1]

| Номер вымпела | Название            | Верфь-строитель    | Дата закладки   | Дата спуска на воду | Дата вступления в состав флота | Статус  |
| ------------- | ------------------- | ------------------ | --------------- | ------------------- | ------------------------------ | ------- |
| GC-24         | PNA Mantilla        | Bazán, Эль-Ферроль | 16 февраля 1981 | 29 июня 1982        | 20 декабря 1982                | Активен |
| GC-25         | PNA Azopardo        | Bazán, Эль-Ферроль | 1 апреля 1981   | 14 октября 1981     | 28 апреля 1983                 | Активен |
| GC-26         | PNA Thompson        | Bazán, Эль-Ферроль | Февраль 1981    | 7 декабря 1981      | 20 июня 1983                   | Активен |
| GC-27         | PNA Prefecto Fique  | Bazán, Эль-Ферроль | Сентябрь 1981   | 24 февраля 1982     | 20 июля 1983                   | Активен |
| GC-28         | PNA Prefecto Derbes | Bazán, Эль-Ферроль | Ноябрь 1981     | 16 июня 1982        | 20 ноября 1983                 | Активен |